# Gülcemal Kadin
Gülcemal Kadin (turco ottomano: کل جمال قادین, lett. "viso di rosa"; Sarajevo, 1826 – Istanbul, 29 novembre 1851) è stata una consorte del sultano ottomano Abdülmecid I e madre del sultano Mehmed V.

## Origini
Gülcemal nacque a Sarajevo, in Bosnia, nel 1826. Il suo nome di nascita è ignoto.
Entrò a servizio a Palazzo Dolmabahçe, a Istanbul, quando era ancora bambina, insieme alla sorella Bimisal Hanım. Venne affidata alla tutela di due lontani parenti, Sabit Bey, che entrerà poi a servizio di Mehmed V, figlio della stessa Gülcemal, e sua sorella Nevfer Kalfa, sesta tesoriera dell'harem.
Era bionda e nota per la sua eccezionale bellezza, ma di salute fragile e delicata. 

## Consorte imperiale
Nel 1840 venne notata dal sultano ottomano Abdülmecid I, che ne fece una sua consorte. 
Inizialmente le venne dato il rango di "Terza Ikbal" (favorita), con il titolo di Gülcemal Hanim. Nel 1842 venne promossa a "Seconda Ikbal", nel 1843 a "Quinta Kadın" (consorte), acquisendo il titolo di Gülcemal Kadin, e infine, nel 1845, a "Quarta Kadın".
Diede al sultano un figlio e quattro figlie, di cui due morte neonate.
Fu una delle consorti di Abdülmecid più amate. 

## Morte
Di salute delicata, nel 1851 si ammalò di tubercolosi, malattia che funestò l'Europa per tutto il XIX secolo.
Il sultano, disperato, fece di tutto per salvarle la vita. Al medico che la prese in cura, İsmail Paşah, dichiarò: "Ho avuto i momenti più sinceri con questa donna. Lei, con cui ho diviso la vita fin dalla mia giovinezza, è l'unica che io abbia amato sinceramente e il mio cuore le è sempre devoto...".
Purtroppo, Gülcemal morì il 29 novembre 1851, a 25 anni. Venne sepolta nella Yeni Cami. 

## Conseguenze
I suoi tre figli ancora vivi vennero adottati da Servetseza Kadin, Prima Consorte di Abdülmecid. Essendo morta prima dell'ascesa al trono di suo figlio, Mehmed V Reşad, non fu mai Valide Sultan. 

## Discendenza
Da Abdülmecid I, Gülcemal ebbe un figlio e quattro figlie:
- Fatma Sultan (1 novembre 1840 - 26 agosto 1884). Si sposò due volte ed ebbe un figlio e due figlie.
- Hatice Sultan (7 febbraio 1842 - 1842). Gemella di Refia Sultan.
- Refia Sultan (7 febbraio 1842 - 4 gennaio 1880). Gemella di Hatice Sultan. Si sposò una volta ed ebbe una figlia.
- Mehmed V Reşad (2 novembre 1844 - 3 luglio 1918). 35º Sultano dell'Impero ottomano.
- Rukiye Sultan (1850 - 1850)

Dopo la sua morte, tutti e tre i suoi figli sopravvissuti vennero adottati da Servetseza Kadin.

## Omaggi e cultura popolare
- Il transatlantico SS Germanic (1874) fu ribattezzato Gul Djemal quando entrò in servizio nella flotta ottomana nel 1911, in memoria di Gülcemal Kadın. Quando la nave fu rivenduta ancora una volta alla Turkiye Seyrisefain Idaresi, fu ribattezzata Gülcemal[17].
- Gülcemal è un personaggio del romanzo storico del 2009 di Hıfzı Topuz, Abdülmecit: İmparatorluk Çökerken Sarayda 22 Yıl: Roman[18].